# Lisija
Lisija (bułg. Лисия) – wieś w Bułgarii, w obwodzie Błagojewgrad, w gminie Błagojewgrad. Według danych szacunkowych Ujednoliconego Systemu Ewidencji Ludności oraz Usług Administracyjnych dla Ludności, 15 grudnia 2018 roku miejscowość liczyła 7 mieszkańców.

## Osoby związane z miejscowością
- Wesa Barakowska (1922–1944) – bułgarska partyzantka
- Stefka Filipowa (1922–1944) – bułgarska partyzantka
- Stojne Lisijski (1908–1993) – bułgarski partyzant
- Arso Pandurski (1915–1944) – bułgarski partyzant